# Doom
Doom (стилизованное написание — DOOM) — серия компьютерных игр в жанре шутера от первого лица. Серия насчитывает 6 основных игр, первая из которых вышла в 1993 году, а последняя — Doom: The Dark Ages — 15 мая 2025 года, а также ряд ответвлений. Все 6 основных игр были разработаны компанией id Software, в то время, как разработка побочных игр доверялась в том числе и различным сторонним студиям.
События игр серии показываются с точки неназванного космического пехотинца, работающего на Объединённую Аэрокосмическую Корпорацию (англ. Union Aerospace Corporation, UAC) и сражающегося против полчищ демонов, для того чтобы выжить и спасти Землю от их нападения. Действие почти всех частей серии происходит на Марсе, его спутниках, Фобосе и Деймосе, в лабораториях ОАК или в Аду.
Оригинальная игра 1993 года является одной из первых игр от первого лица для IBM-PC-совместимых компьютеров с псевдотрёхмерной графикой, многопользовательским режимом, а также с поддержкой пользовательских модификаций. К большей части игр серии были выпущены многочисленные модификации. Сопутствующая продукция представлена комиксом, двумя одноимёнными фильмами и несколькими книгами по мотивам сюжета.

## История
| 1993 | Doom                   |
| 1994 | Doom II: Hell on Earth |
| 1995 |                        |
| 1996 | Final Doom             |
| 1997 | Doom 64                |
| 1998 |                        |
| 1999 |                        |
| 2000 |                        |
| 2001 |                        |
| 2002 |                        |
| 2003 |                        |
| 2004 | Doom 3                 |
| 2005 | Doom RPG               |
| 2006 |                        |
| 2007 |                        |
| 2008 |                        |
| 2009 | Doom Resurrection      |
| 2009 | Doom II RPG            |
| 2010 |                        |
| 2011 |                        |
| 2012 | "Doom 3: BFG Edition"  |
| 2013 |                        |
| 2014 |                        |
| 2015 |                        |
| 2016 | Doom                   |
| 2017 | Doom VFR               |
| 2018 |                        |
| 2019 |                        |
| 2020 | Doom Eternal           |
| 2021 |                        |
| 2022 |                        |
| 2023 | Mighty Doom            |
| 2024 |                        |
| 2025 | Doom: The Dark Ages    |

В 1992 году американская компания id Software выпустила Wolfenstein 3D, игру, которая была высоко оценена критиками, получила признание среди игроков и стала коммерчески успешной. После выхода игры Джон Кармак, один из программистов компании, начал заниматься изучением новых технологий для новых игр компании, пока остальная команда занималась разработкой игры Spear of Destiny, которую id Software должна была разработать по договору с компанией FormGen. Часть его наработок вскоре была использована в движке игры Shadowcaster, основными нововведениями которого стали изменение уровня освещенности, возможность текстурирования пола и потолка, а также изменение их высоты. Кевин Клауд, другой работник id Software, за несколько минут оценил все достоинства обновлённого движка и решил, что компании стоит воспользоваться всеми наработками в новой игре компании. Разработка такой игры началась через некоторое время после выпуска Spear of Destiny. Когда команде нужно было придумать название для своего проекта, Джон Кармак вспомнил фразу из фильма «Цвет денег», где герой Тома Круза произносит фразу «Doom» (с англ. — «рок», «обречённость», «судьба»). В общей сложности на разработку Doom ушло 12 месяцев, вдвое больше времени, чем на разработку Wolfenstein 3D. Как и прошлая игра студии Doom распространялась по условно-бесплатной схеме, где первый эпизод был бесплатным и выступал в качестве демоверсии. Условно-бесплатную версию игры id Software издавала самостоятельно, а в качестве издателя физических копий выступила компания GT Interactive. Первый эпизод был загружен на BBS 10 декабря 1993 года. The Ultimate Doom, дополненное издание Doom, добавило к трём эпизодам оригинальной игры один новый. Данное издание было выпущено в 1995 году.
Во время переговоров насчет издания глава GT Interactive, Рон Чаймович, предложил id Software выпустить в розницу «условную Doom II». Команда согласилась на его предложение и заключила сделку с бюджетом в 2 миллиона долларов. Вторая игра в серии, получившая подзаголовок Hell on Earth, была выпущена 30 сентября 1994 года в розницу. Так как Doom II использовала уже существующий, написанный для оригинальной Doom, код, полный цикл разработки игры занял около 8 месяцев и она не имела визуальных отличий от оригинальной игры, но отличалась отсутствием разделения на эпизоды, одним новым оружием и несколькими новыми видами врагов. Спустя год после выхода Doom II, в 1995 году, компанией id Software был выпущен сборник из 20 уровней, созданных энтузиастами. Ещё через год id Software выпустила Final Doom - второй сборник, состоящий из двух больших наборов уровней (мега-WAD'ов), сюжет которых продолжает Doom II. Каждый набор уровней Final Doom содержал по 32 уровня. Спустя 16 лет после выхода Doom II, в 2010 году, был выпущен дополнительный эпизод под названием No Rest for the Living, разработанный Nerve Software.
В 1997 году для игровой приставки Nintendo 64 была выпущена игра Doom 64, которая была разработана и выпущена компанией Midway Games. Сюжетно является продолжением Doom II: Hell on Earth и сборника Final Doom. Отличительной особенностью Doom 64 от предыдущих частей серии были перерисованные текстуры и спрайты врагов.
В 2000 году началась разработка Doom 3, которая продолжалась в течение следующих 4 лет. Над игрой трудились около 20 core-девелоперов. Третья основная часть вышла 3 августа 2004 года и стала первой игрой в серии с полностью трёхмерной графикой и первой игрой, базирующейся на движке id Tech 4. В 2005 году вышел порт для консоли Xbox, разработанный компанией Vicarious Visions. В качестве издателя обеих версий выступила компания Activision. 4 апреля 2005 года было выпущено сюжетное дополнение к Doom 3, Resurrection of Evil, которое было разработано компанией Nerve Software. В 2012 году было выпущено переиздание, получившее название Doom 3: BFG Edition, в комплект которого вошли игры Doom, Doom II: Hell on Earth с кампанией No Rest for the Living, Doom 3 и дополнение Resurrection of Evil, а также эксклюзивное для этого издания дополнение Lost Mission. Графическая составляющая игры была частично изменена. Также появилась возможность одновременного использования оружия и фонарика.
После выхода Doom 3 и её аддона были выпущены 3 мобильные игры: в 2005 году вышла Doom RPG в жанре пошаговой RPG с элементами шутера, разработанная Fountainhead Entertainment и изданная JAMDAT Mobile, в 2009 году состоялся выход рельсового шутера Doom Resurrection, разработанного для мобильных устройств под управлением iOS компанией Escalation Studios и изданного id Software в 2009 году; в том же году вышла Doom II RPG, разработанная и изданная теми же компаниями, что и Doom RPG.
В 2008 году была анонсирована Doom 4, которая должна была стать продолжением Doom 3. События игры должны были разворачиваться на Земле, а игровой процесс был схожим с игровым процессом однопользовательских кампаний игр серии Call of Duty. Выход новой части должен был состояться после релиза другой игры id Software — Rage. Тем не менее работе над игрой не уделялось должного внимания и в конце 2011 года было принято решение о перезапуске процесса разработки. Началась разработка Doom - очередного перезапуска серии. Первоначально новое название игры было объявлено в 2013 году вместе с объявлением бонуса предзаказа игры Wolfenstein: The New Order, которым был гарантированный доступ к бета-версии многопользовательского режима новой Doom. Повторный полноценный анонс состоялся на E3 2014. Издателем игры выступила Bethesda Softworks, чья материнская компания в 2010 году купила id Software. Вышла 13 мая 2016 года и представила новую версию движка id Tech — id Tech 6. Для игры были выпущены 3 платных дополнения для многопользовательского режима: Unto the Evil, Hell Followed и Bloodfall . С версии 6.66 все 3 дополнения стали бесплатными и включены в состав основной игры на всех платформах. Doom VFR, игра для шлемов виртуальной реальности, разработанная id Software и изданная Bethesda Softworks, вышла в 2017 году. В отличие от других VR-проектов Bethesda Softworks, таких как The Elder Scrolls V: Skyrim VR и Fallout 4 VR, Doom VFR является самостоятельной игрой. В 2018 году в рамках выставки E3 был анонсирован Doom Eternal — сиквел игры Doom 2016 года. Как и все прошлые основные игры серии Eternal разрабатывался компанией id Software. Дата выхода Doom Eternal — 20 марта 2020 года. 9 июня 2024 года на онлайн-мероприятии Xbox Games Showcase была анонсирована новая часть серии под названием Doom: The Dark Ages, выход которой намечен на 2025 год.
В апреле 2025 года компания Limited Run Games объявила о выпуске ограниченного издания Doom тиражом 666 экземпляров и стоимостью 666 долларов. Комплект состоит из игр Doom и Doom II, дополнений TNT (Evilution, The Plutonia Experiment, Legacy of Rust, Sigil и Sigil II), карт для мультиплеера, коллекции кассет с саундтреком, игральных карт, сертификата подлинности, игрового устройства в виде какодемона и его статуэтки, диска/картриджа и коробки, на которой можно запустить игру.

## Игровой процесс
Части серии Doom являются играми в жанре шутера от первого лица. Игрок берёт на себя роль безымянного солдата или охранника лабораторий Объединённой Аэрокосмической Корпорации, которые за некоторое время до начала игры (в Doom 3 — после окончания пролога) в результате неудачного эксперимента с порталами были захвачены различными демоническими силами. Первые игры серии использовали псевдотрёхмерную графику со спрайтами врагов и предметов, начиная с Doom 3 в играх используется трёхмерная графика.
Перед началом игры пользователю предлагается выбрать уровень сложности, который, в зависимости от части, может значительно влиять на различные аспекты игрового процесса.
По ходу игры пользователю встречаются различные виды противников, имеющие разные запасы здоровья и виды атак. Почти у каждого вида противников есть несколько типов атак, применение которых зависит от различных факторов во время боя. Кроме обычных врагов в играх присутствуют боссы — противники с большим запасом здоровья и гораздо более сильными видами атак. В отличие от большинства игр, где каждый босс обычно появляется в единственном числе и лишь единожды за всю игру, боссы серии игр Doom могут появляться несколько раз за игру и даже встречаться в группах до 4 противников одного вида. Также, в отличие от многих игр, противники серии игр Doom могут нападать друг на друга (в том числе и боссы), что может быть использовано игроком, как тактика.
Для уничтожения противников игроку доступен арсенал оружия, который представлен вымышленными огнестрельными и энергетическими видами оружия, бензопилой, а также ближним боем. Игрок может носить все виды оружия одновременно и применять их в любой момент времени. Патроны для оружия могут быть получены из устранённых противников или подобраны с соответствующих мест на уровнях. Также игрок может подбирать бонусы здоровья и брони. На уровнях иногда можно встретить и другие бонусы: например, временную неуязвимость или невидимость. Данные бонусы обычно находятся в секретных частях уровней или хорошо защищены со стороны противника.
Первая игра в серии была поделена на 3 (4 в The Ultimate Doom) эпизода, каждый из которых содержал 8 основных уровней и 1 секретный. В последующих играх серии деление на эпизоды отсутствует. В зависимости от части сюжет подается по-разному: в Doom (1993) и Doom II: Hell on Earth между уровнями игроку показываются текстовые вставки, в Doom 3 присутствуют сюжетные видеоролики на движке игры, а также различные заметки и записки, а в Doom (2016) почти все сюжетные события показываются от первого лица, но при этом на уровнях аналогично Doom 3 можно встретить различные записи об игровом мире, персонажах и противниках.
В Doom 3, в отличие от двух предыдущих основных игр серии, было уделено большее внимание сюжетной составляющей и хоррор-моментам. Однако уже в следующей основной игре серии, Doom, главный акцент сделан на зрелищных боях, а также более быстром темпе игры. В Doom 2016 года также впервые была представлена система зверских убийств — зрелищных добиваний ослабленных противников. За каждое такое добивание игрок, в зависимости от текущего уровня здоровья и запаса боеприпасов, получает различное количество бонусов здоровья и патронов.

## Состав разработчиков
| Год  | Игра                | Руководители                 | Продюсер(ы)              | Геймдизайнер(ы)                                                 | Сценарист(ы)                                                    | Программист(ы)                                               | Композитор(ы)           |
| ---- | ------------------- | ---------------------------- | ------------------------ | --------------------------------------------------------------- | --------------------------------------------------------------- | ------------------------------------------------------------ | ----------------------- |
| 1993 | Doom                | Том Холл                     | Джей Уилбур              | Джон Ромеро, Шон Грин, Сэнди Петерсен                           | Джон Ромеро, Шон Грин, Сэнди Петерсен                           | Джон Ромеро, Джон Кармак, Дейв Тейлор                        | Роберт Принс            |
| 1994 | Doom II             | —                            | Джей Уилбур              | Джон Ромеро, Шон Грин, Сэнди Петерсен                           | Джон Ромеро, Шон Грин, Сэнди Петерсен                           | Джон Ромеро, Джон Кармак, Дейв Тейлор                        | Роберт Принс            |
| 1996 | Final Doom          | —                            | Джей Уилбур              | Джон Ромеро, Шон Грин, Сэнди Петерсен                           | Джон Ромеро, Шон Грин, Сэнди Петерсен                           | Джон Ромеро, Джон Кармак, Дейв Тейлор                        | Обри Ходжес             |
| 1997 | Doom 64             | —                            | Джей Уилбур, Майк Уилсон | Джон Ромеро, Шон Грин, Сэнди Петерсен, Американ Макги, Шон Грин | Джон Ромеро, Шон Грин, Сэнди Петерсен, Американ Макги, Шон Грин | Джон Ромеро, Джон Кармак, Дейв Тейлор, Майкл Абраш. Джон Кэш | Обри Ходжес             |
| 2004 | Doom 3              | Джон Кармак                  |                          | Тим Уиллитс                                                     | Мэттью Костелло                                                 | Джон Кармак, Роберт Даффи                                    | Клинт Уолш, Крис Вренна |
| 2016 | Doom                | Марти Стрэттон, Хьюго Мартин | Шон Бин                  | Марти Стрэттон, Хьюго Мартин                                    | Адам Гаскоин                                                    | Роберт Даффи, Билли Хан                                      | Мик Гордон              |
| 2020 | Doom Eternal        | Хьюго Мартин                 | Тимоти Белл              | Хьюго Мартин                                                    | Хьюго Мартин, Адам Гаскоин, Джон Лейн, Чад Моссхолдер           | Роберт Даффи, Эван Юбэнкс                                    | Мик Гордон              |
| 2025 | Doom: The Dark Ages | Хьюго Мартин                 | —                        | —                                                               | —                                                               | —                                                            | —                       |

## Игровой мир

### Главный герой

Doomguy (Палач Рока) в оригинальной Doom и Doom II (слева) и в Doom Eternal (справа)

Doomguy — общее название, которое используется игроками для обозначения главных героев частей серии. В играх до Doom 2016 года Doomguy — охранник, работающий на Объединённую Аэрокосмическую Корпорацию. В Doom (2016) и Doom Eternal для обозначения протагониста используются варианты Солдат Рока и Палач Рока (англ. Doom Slayer), а сам герой является древним демоноборцем. Ни в одной серии игр DOOM не называется его имя. В играх серии изображается, как мужчина в броне зелёного цвета и шлеме. В Doom Eternal явно указывается на то, что Doomguy и Палач Рока — один и тот же персонаж.

### Сюжет
События оригинальной игры Doom происходят в захваченном демонами комплексе Объединённой Аэрокосмической Корпорации. Повествование сюжета идет от лица одного из охранников комплекса. Эпизод, добавленный в издании The Ultimate Doom, связывает события оригинальной игры и её сиквела. События Doom II: Hell on Earth происходят через непродолжительный промежуток времени после окончания событий первой игры серии, но уже на Земле. Позже события данных игр были дополнены сборником Final Doom и Doom 64.
Как и в прошлых частях, действие сюжета Doom 3 происходит в комплексе ОАК. В данной игре комплекс расположен на Марсе. Согласно сюжету игры, портал в Ад открыл научный руководитель комплекса, доктор Малькольм Бетругер. Протагонист, новоприбывший на станцию ОАК охранник, должен вызвать подмогу и выбраться с Марса. Действие сюжетного дополнения Resurrection of Evil происходит на заброшенной станции Объединённой Аэрокосмической Корпорации, расположенной на планете Марс, через два года после событий оригинальной сюжетной линии Doom 3.
Игра Doom 2016 года показывает иную версию событий, ранее изображенных в Doom 1993 года и Doom 3. В данной части Объединённая Аэрокосмическая Корпорация под управлением киборга Сэмюэла Хайдена ещё до начала событий игры проводит несколько успешных исследований Ада и использует его энергию во благо человечества, однако из-за Оливии Пирс, высокопоставленного учёного корпорации, которая заключает соглашение с силами Ада, происходит вторжение в комплекс ОАК на Марсе, из-за чего погибает или преобразовывается в одержимых весь персонал станции (за исключением Хайдена, Пирс и главного героя). События игры начинаются, когда протагонист, Палач Рока, приходит в сознание в собственном саркофаге в уже захваченном демонами комплексе ОАК. Дальнейшие события игры разворачиваются не только на станции на Марсе, но и в измерении Ада. События Doom VFR происходят в одной игровой вселенной с Doom 2016 года. Последняя на данный момент игра в серии, Doom Eternal, выступает прямым сиквелом игры Doom 2016 года, а её основные события, повторяя сюжетную канву Doom II: Hell on Earth, будут происходить на захваченной демонами Земле и продолжат историю Палача Рока, где тот должен уничтожить Икону Греха — огромного возрожденного титана древности..

## Отзывы и критика
| Игра                         | GameRankings | Metacritic                                   |
| ---------------------------- | --- | -------------------------------------------- |
| Doom                         | (PC) 86,67% (PS1) 84,00% (iOS) 82,86% (X360) 80,16% (32X) 80,00% (GBA) 79,87% (JAG) 78,75% (SNES) 54,05% (SAT) 47,00% | (iOS) 84 (X360) 82 (GBA) 81                  |
| Doom II: Hell on Earth       | (PC) 95,00% (X360) 77,36% (GBA) 76,64%                                                                                | (PC) 83 (X360) 77 (GBA) 77                   |
| Final Doom                   | (PS1) 80,71% (MAC) 60,00% (PC) 56,00%                                                                                 | —                                            |
| Doom 64                      | (N64) 73,47% | —                                            |
| Doom 3                       | (XBOX) 87,63% (PC) 86,63% (PS3) 68,00% (X360) 66,63% (PC) 51,67%                                                      | (XBOX) 88 (PC) 87 (PS3) 67 (X360) 67 (PC) 59 |
| Doom 3: Resurrection of Evil | (PC) 79,52% (XBOX) 78,02%                                                                                             | (PC) 78 (XBOX) 77                            |
| Doom RPG                     | (MOBI) 87,45% | —                                            |
| Doom Resurrection            | (iOS) 86,43% | (iOS) 79                                     |
| Doom II RPG                  | (MOBI) 80,00% (iOS) 79,00%                                                                                            | (iOS) 80                                     |
| Doom (2016)                  | (XONE) 89,04% (PS4) 85,82% (PC) 85,38% (NS) 80,11%                                                                    | (XONE) 87 (PS4) 85 (PC) 85 (NS) 79           |
| Doom VFR                     | (PS4) 72,50% (PC) 65,00%                                                                                              | (PS4) 72 (PC) 69                             |

Большинство игр серии получили положительные оценки как от критиков, так и от игроков. Игры серии неоднократно выделялись различными игровыми порталами: в 2018 году портал IGN поставил оригинальную игру Doom в своем списке 100 лучших игр всех времен на 19 место, портал PC Gamer в аналогичном топе в 2017 году поставил игру Doom II: Hell on Earth на 76 место, а игру Doom 2016 года на 9 место, пользователи данного ресурса оценили вклад данных игр несколько выше — игра Doom II: Hell on Earth заняла 10 место, а Doom 2016 года — 8 место, портал Канобу поставил Doom 2016 года на 38 место в своем списке 100 лучших игр, а сайт журнала Time поставил Doom 1993 года на 3 место в топе 50 лучших игр.
В то же время различные порты разных игр серии получали смешанные отзывы от критиков: порт Doom 1993 года для SNES по данным агрегатора оценок GameRankings имеет среднюю оценку в 54,05 %, а порт Sega Saturn — 47 %. ПК-версия издания Doom 3: BFG Edition по данным сайта Metacritic имеет среднюю оценку в 59 баллов, в то время, как оригинальная игра Doom 3 на той же платформе была оценена на 87 баллов из 100 возможных.

## Наследие
Все основные части серии имеют возможность модификации. Несмотря на значительный промежуток времени, прошедший со времен выпуска Doom, Doom II: Hell on Earth и Doom 3, данные игры до сих пор пользуются популярностью у создателей модификаций. Например, модификация для Doom и Doom II: Hell on Earth, Brutal Doom, в 2012 году заняла 9 место в рейтинге лучших модификаций года по мнению сайта Mod DB, а спустя 5 лет, в 2017 году — 1 место. Для первых двух основных игр серии выпускаются новые уровни — Вады (WADs) (или целые наборы уровней — megaWADs), новое оружие, новые геймплейные возможности и так далее. Для Doom 2016 года в версиях для Windows, Playstation 4 и Xbox One имеется встроенный редактор уровней Doom SnapMap c возможностью делиться созданными одиночными, кооперативными и многопользовательскими уровнями с другими игроками.

### Экранизации
В 2005 году кинокомпанией Universal Pictures была выпущена неточная экранизация игр серии Doom. Сюжет фильма значительно отличается от сюжета любой игры серии. Главную роль штаб-сержанта Джона «Демона» Гримма исполнил Карл Урбан. Данная киноадаптация получила в основном отрицательные отзывы от критиков.
В 2019 году вышел второй фильм по франшизе — Doom: Аннигиляция.